# 민코프스키 공간
수리물리학에서 민코프스키 시공간(영어: Minkowski spacetime)은 아인슈타인의 특수 상대성 이론을 잘 기술하는 시공간의 수학적 모델이다. 이 공간에서는 일반적인 3차원 공간(장소)과 1차원의 시간이 서로 조합되어 시공간의 4차원 다양체를 표현하여 기하학적으로 통합된 관점으로 다룬다. 수학에서 민코프스키 공간(영어: Minkowski space)은 선형 공간 {\displaystyle \mathbb {R} ^{4}}에 특정한 쌍선형 형식

{\displaystyle \eta ={\begin{pmatrix}-1&0&0&0\\0&1&0&0\\0&0&1&0\\0&0&0&1\end{pmatrix}}}
가 주어진 수학적 구조 {\displaystyle (\mathbb {R} ^{4},\eta )}이다. 또한 간단한 준 리만 다양체의 예시이기도 하다.
이 공간의 이름은 이 공간을 도입한 독일의 수학자 헤르만 민코프스키에서 따왔다.
4차원 유클리드 공간과 민코프스키 공간은 모두 4차원 공간이지만, 두 공간에 주어진 거리가 다르다.(민코프스키 공간에 주어진 거리는 사실 거리의 성질을 모두 가지지는 않는다.) 민코프스키 공간은 물리적으로 물체들이 움직이는 공간으로 해석되는 3차원과 물리적으로 시간으로 해석되는 차원을 하나 가지고 있다. 이 두 차원은 물리학적으로 다른 의미를 가진다. 유클리드 공간의 대칭군은 유클리드 군, 민코프스키 공간의 대칭군은 푸앵카레 군에 속한다.

## 역사
1907년 독일 수학자 헤르만 민코프스키가 도입하였다.
 처음에는 전자기학의 맥스웰 방정식에 어울리는 배경을 만들고자 연구를 시작하였으나, 특수 상대성 이론이 알려지면서 민코프스키는 자신의 연구성과가 특수 상대성 이론을 가장 잘 형식화하는 일임을 깨달았다. 이는 우연의 일치는 아닌데, 왜냐면 특수 상대성 이론 자체가 맥스웰 방정식과 갈릴레이 변환의 불협화음을 해소하고자 하는 바람에서 연구되었고 결정적 단서들을 제공했기 때문이다.
민코프스키는 시간과 공간(장소)를 따로 보는 관념은 그림자처럼 사라지고 시공간 통일체만이 독립적 실체로 남을 것이라고 하였다. 시간과 장소를 기하학적으로 밀접하게 통합한 최초의 사례이자 시공간의 (비 유클리드)기하학이라는 화두를 던짐으로써 물리학적 패러다임 전환을 이뤄내었고 인류가 시공간에 대한 더 깊은 이해를 하도록 이끌었다.
또한 수학자들이 비 유클리드 기하학을 만든지 약 100년 동안 수학밖에서 아무런 연관이 없었는데, 민코프스키 공간은 비 유클리드 기하학이 최초로 수학이 아닌 곳과 깊은 연관성을 보인 사례이기도 하다.
민코프스키의 업적이 알려지기 시작하였을 때 알베르트 아인슈타인은 논문을 통해 공식적으로 회의적 시각을 드러내었고, 불필요한 박식함이라고 무시하기도 했다. 그러나 일반 상대성 이론을 연구하면서 민코프스키의 기하학적 접근이 필수적임을 깨닫게 되었다고 한다. 실제로, 일반상대성 이론에서 시공간은 휘어진 민코프스키 시공간으로 본다.

## 구조
민코프스키 공간은 계량 부호수가 {\displaystyle (-,+,+,+)}인 비퇴화 쌍선형 형식이 갖추어진 4차원 실수 벡터 공간이다. (간혹, (+,−,−,−)를 부호수로 사용하기도 한다.) 바꿔 말하면, 민코프스키 공간은 k = 3인 4차원 유사 유클리드 공간이다. 기호로는
계량 부호수를 강조하기 위해 R1,3으로 나타낸다. 또한, M4 또는 간단히 M으로 표기하기도 한다.
민코프스키 공간의 원소는 사건 또는 사차원 벡터라고 불린다. 민코프스키 공간은 준 리만 다양체중 가장 간단한 예 중의 하나이다.

### 민코프스키 내적
이 내적은 유클리드 공간의 내적과 비슷하지만 민코프스키 공간의 상대성이론과 관련된 다른 기하학을 기술하기 위해 다른 점이 있다. M을 4차원 실수 벡터 공간이라 하자. 민코프스키 내적은 다음과 같은 성질을 만족하는 사상 η: M × M → R이다. (즉, 주어진 공간 M의 임의의 두 벡터 v, w에 대해 실수를 주는 함수 η(v,w)를 정의할 수 있다.)
임의의 실수 a와 민코프스키 공간의 벡터 u, v, w에 대해,
| 1. | 쌍선형성 | η(au + v, w) = aη(u, w) + η(v, w) |
| 2. | 대칭성   | η(v,w) = η(w,v)                   |
| 3. | 비겹침성 | η(v,w) = 0 이면 v = 0.            |

민코프스키 내적은 양의 정부호가 아니기 때문에, 엄밀히 말하면 내적이 아니다. 즉, 벡터 v의 민코프스키 노름은 ||v||2 = η(v,v)로 표현은 하지만, 항상 양수일 필요는 없다. 이 양의 정부호 조건은 조금 더 약한 조건인 비겹침성으로 대체될 수 있다. (모든 양의 정부호 형태는 비겹침이지만, 역은 거짓이다.) 이러한 내적은 부정(indefinite)이라고 한다.
유클리드 공간에서처럼, 두 벡터 v, w가 η(v, w) = 0 을 만족하면 두 벡터는 직교하다라고 한다. 여기에는 민코프스키 공간의 패러다임의 전환이 들어있는데, η(v, w) < 0 인 쌍곡적 직교인 사건들이 그것이다.
이 새로운 패러다임으로의 전환은 일반적인 복소평면의 유클리드 구조와 분할 복소수의 구조가 비교 되면서 명백해졌다.
민코프스키 공간에서 단위 벡터는 η(v,v) = ±1 을 만족하는 벡터 v를 말한다. 또한, 상호적으로 직교인 단위벡터로 구성된 민코프스키 공간의 기저는 정규 직교 기저라 불린다.
다음과 같은 정리가 있다 : 위 조건을 만족하는 아무 내적 공간이나 항상 정규 직교 기저를 가진다.
게다가 이 정리는 어떤 기저에서 양의 단위벡터와 음의 단위 벡터의 수는 고정되어 있음을 말한다. 이 수의 짝을 내적의 부호수라 한다.
그러면, {\displaystyle \eta }에 대한 네 번째 조건은 다음과 같이 나타낼 수 있다.
| 4. | 부호수 | 쌍선형 형식 η 는 (-,+,+,+)를 부호수로 갖는다. |

### 표준 기저
민코프스키 공간의 표준 기저는 상호적으로 직교인 다음과 같은 4개의 벡터({\displaystyle \mathbf {e} _{0},\mathbf {e} _{1},\mathbf {e} _{2},\mathbf {e} _{3}})이다.
{\displaystyle -(\mathbf {e} _{0})^{2}=(\mathbf {e} _{1})^{2}=(\mathbf {e} _{2})^{2}=(\mathbf {e} _{3})^{2}=1}
이 조건은 다음과 같이 간단히 나타낼 수 있다.
{\displaystyle \langle \mathbf {e} _{\mu },\mathbf {e} _{\nu }\rangle =\eta _{\mu \nu }}
여기서 {\displaystyle \mu ,\nu }는 (0, 1, 2, 3)중 하나의 숫자를 갖는 인덱스를 뜻하고 행렬 {\displaystyle \eta }은 다음과 같이 주어진다.
{\displaystyle \eta ={\begin{pmatrix}-1&0&0&0\\0&1&0&0\\0&0&1&0\\0&0&0&1\end{pmatrix}}}
이 표준 기저를 사용해 벡터 {\displaystyle \mathbf {v} }의 성분은 보통 {\displaystyle (v_{0},v_{1},v_{2},v_{3})}로 쓴다. 또한, 아인슈타인 표기법을 사용하면 간단히 이 성분들을 {\displaystyle \mathbf {v} =v^{\mu }\mathbf {e} _{\mu }}로 나타낼 수 있다. 성분 {\displaystyle v^{0}}는 {\displaystyle \mathbf {v} }의 시간적 성분이라고 말하고, 나머지 3개의 성분은 공간적 성분이라 말한다.
성분을 사용해 두 벡터 {\displaystyle \mathbf {v,w} }의 민코프스키 내적을 표현하면 다음과 같다. 중간부분에는 아인슈타인 표기법이 사용되었다.
{\displaystyle \langle \mathbf {v} ,\mathbf {w} \rangle =\eta _{\mu \nu }v^{\mu }w^{\nu }=-v^{0}w^{0}+v^{1}w^{1}+v^{2}w^{2}+v^{3}w^{3}}
벡터 {\displaystyle \mathbf {v} }의 민코프스키 노름에 제곱을 취한것도 다음과 같이 성분으로 나타낸다.
{\displaystyle ||\mathbf {v} ||^{2}=\eta _{\mu \nu }v^{\mu }v^{\nu }=-v^{0}v^{0}+v^{1}v^{1}+v^{2}v^{2}+v^{3}v^{3}}

## 같이 보기
- 특수 상대성 이론
- 인과 구조
- 막스 플랑크의 플랑크 벽(Planck wall)
- 준 리만 다양체
- 헤르만 민코프스키
- 시공간 대수
- 복소 시공간